# Valdeolmos-Alalpardo
Valdeolmos-Alalpardo là một đô thị trong Cộng đồng Madrid, Tây Ban Nha. Đô thị này có diện tích 26,81 km², dân số theo điều tra năm 2010 của Viện thống kê quốc gia Tây Ban Nha là 3176 người. Đô thị này nằm ở khu vực có độ cao 670mét trên mực nước biển. Cự ly so với Madrid là 35 km.

## Biến động dân số
| 1991 | 1996 | 2001 | 2004 |
| ---- | ---- | ---- | ---- |
| 1110 | 1625 | 1804 | 2112 |